# Municipio de Venus
El municipio de Venus (en inglés: Venus Township) es un municipio ubicado en el condado de Madison en el estado estadounidense de Arkansas. En el año 2010 tenía una población de 244 habitantes y una densidad poblacional de 2,56 personas por km².

## Geografía
El municipio de Venus se encuentra ubicado en las coordenadas 35°56′23″N 93°36′20″O / 35.93972, -93.60556. Según la Oficina del Censo de los Estados Unidos, el municipio tiene una superficie total de 95.27 km², de la cual 95,1 km² corresponden a tierra firme y (0,18 %) 0,17 km² es agua.

## Demografía
Según el censo de 2010, había 244 personas residiendo en el municipio de Venus. La densidad de población era de 2,56 hab./km². De los 244 habitantes, el municipio de Venus estaba compuesto por el 98,77 % blancos, el 0,41 % eran amerindios, el 0,41 % eran de otras razas y el 0,41 % eran de una mezcla de razas. Del total de la población el 1,23 % eran hispanos o latinos de cualquier raza.